# Gravel (cómic)
Gravel es el nombre de varias series limitadas y regulares escritas por Warren Ellis, dibujadas por Mike Wolfer y publicadas por Avatar Press.
Publicadas bajo el título "Strange Killings", las miniseries de Gravel se centran en el "mago de combate" británico William Gravel. Recientemente, estas series se han reeditado en Estados Unidos bajo el título Gravel. Tras dicha reedición dio comienzo una nueva serie regular, Gravel.

## Historia de publicación
Gravel apareció inicialmente en la miniserie Strange Kiss, seguida por una secuela, Stranger Kisses. La tercera serie se tituló Strange Killings, que permaneció como título de las siguientes miniseries, hasta la publicación de la serie regular Gravel. Con Gravel, Wolfer se convirtió en coautor, con Raulo Cáceres uniéndose a Ellis y Wolfer como el primero de lo que se ha descrito como un "equipo recurrente" de dibujantes.

## Títulos
Las series se han recopilado en varios tomos recopilatorios que a su vez se han recopilado en una única edición limitada que recopila todas las miniseries en un solo volumen:
- Gravel: Never A Dull Day (576 páginas, agosto de 2008) recopila:
  - Strange Kiss (miniserie de 3 números, 1999, 72 páginas, 2001)
  - Stranger Kisses (miniserie de 3 números, 2001, 72 páginas, 2001)
  - Strange Killings (miniserie de 3 números, 2002, 72 páginas, 2003)
  - Strange Killings: Body Orchard (miniserie de 6 números, 2002–2003, 144 páginas, 2003)
  - Strange Killings: Strong Medicine (miniserie de 3 números, 2003, 72 páginas, 2004)
  - Strange Killings: Necromancer (miniserie de 6 números, 2004, 144 páginas, 2006)
- Gravel (diciembre de 2007-2010, 21 números) recopilados como:
  - Volumen 1: Bloody Liars (recopila Gravel 0–7, 192 páginas, marzo de 2009)
  - Volumen 2: The Major Seven (recopila Gravel 8–14, 176 páginas, diciembre de 2009)
  - Volumen 3: The Last King Of England (recopila Gravel 15–21, 176 páginas, febrero de 2011)
- Gravel: Combat Magician (miniserie de 4 números, 2013-2014).

## Película
Legendary Pictures planificó una película con Rick Alexander como productor y Warren Ellis escribiendo el primer borrador del guion y actuando como productor ejecutivo. Mike Wolfer fue entrevistado en la NY Comic Con d2 010 ,adonde dijo que su actor preferido para el papel sería Daniel Craig. A principios de 2012 se anunció que Tim Miller dirigiría la película mientras que Oliver Butcher y Stephen Cornwell habían sido contratados para trabajar en el guion. Desde entonces, no se ha producido ningún desarrollo en la película.